# Oranie-Nassau Orden
Orden af Oranien-Nassau eller Oranie-Nassau Orden (nederlandsk: Orde van Oranje-Nassau), er en hollandsk civil og militær ridderorden, der blev indstiftet den 4. april 1892 af enkedronning Emma. Ordenen har fem grader og en medalje i tre grader for belønning af indenlandske og udenlandske statsborgere. Den hollandske konge er ordenens stormester. 

## Grader
Der findes følgende klasser og grader for Oranien-Nassau Ordenen:
- Storkors, kaldes Ridder af Storkorset
- Storofficer
- Kommandør
- Officer
- Ridder
- Medlem